# Bratislava Capitals
I Bratislava Capitals sono una squadra di hockey su ghiaccio di Bratislava, in Slovacchia. Fondati nel 2015, di recente hanno giocato nella ICE Hockey League.